# Vitigliano
Vitigliano is een plaats (frazione) in de Italiaanse gemeente Santa Cesarea Terme.

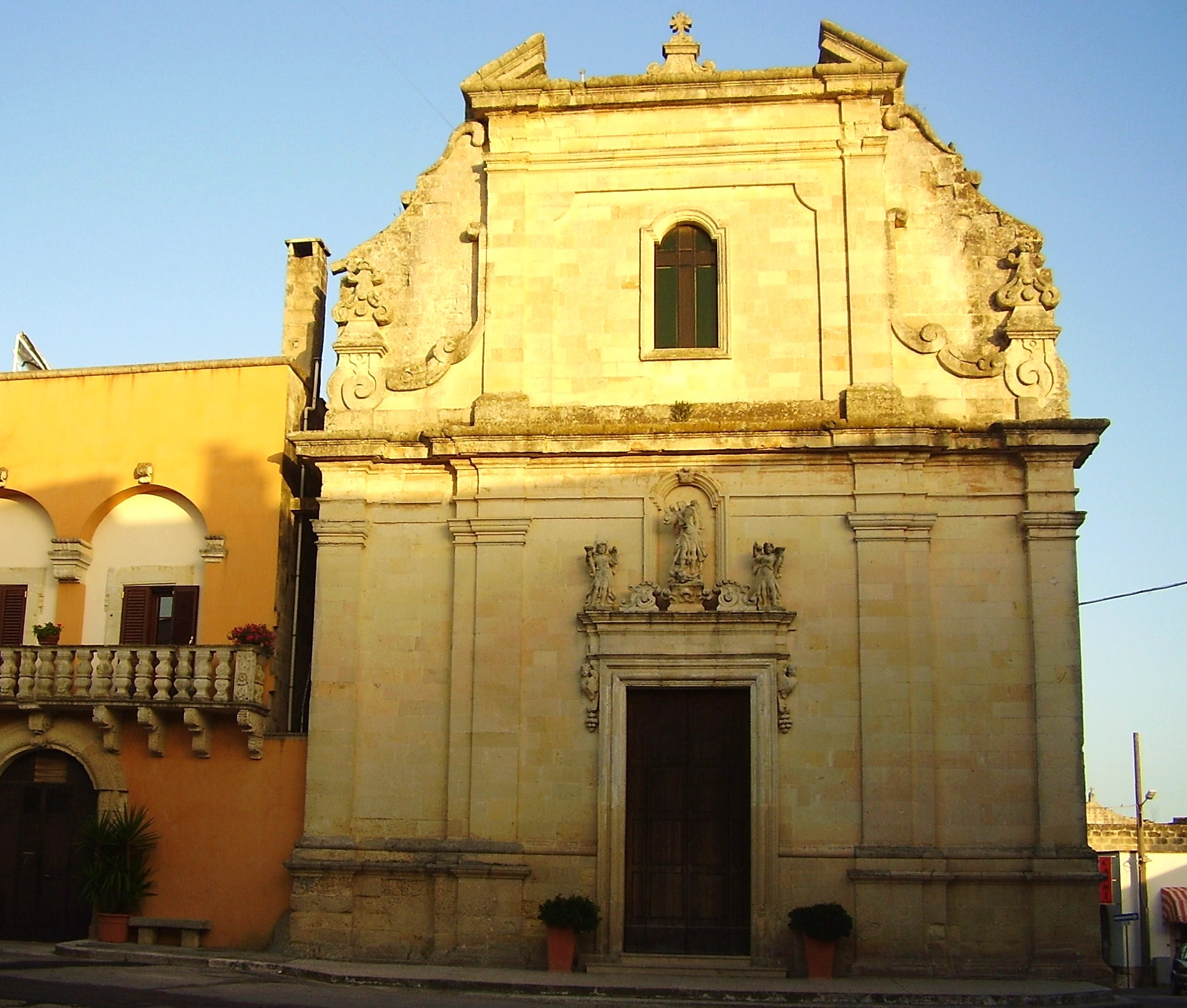
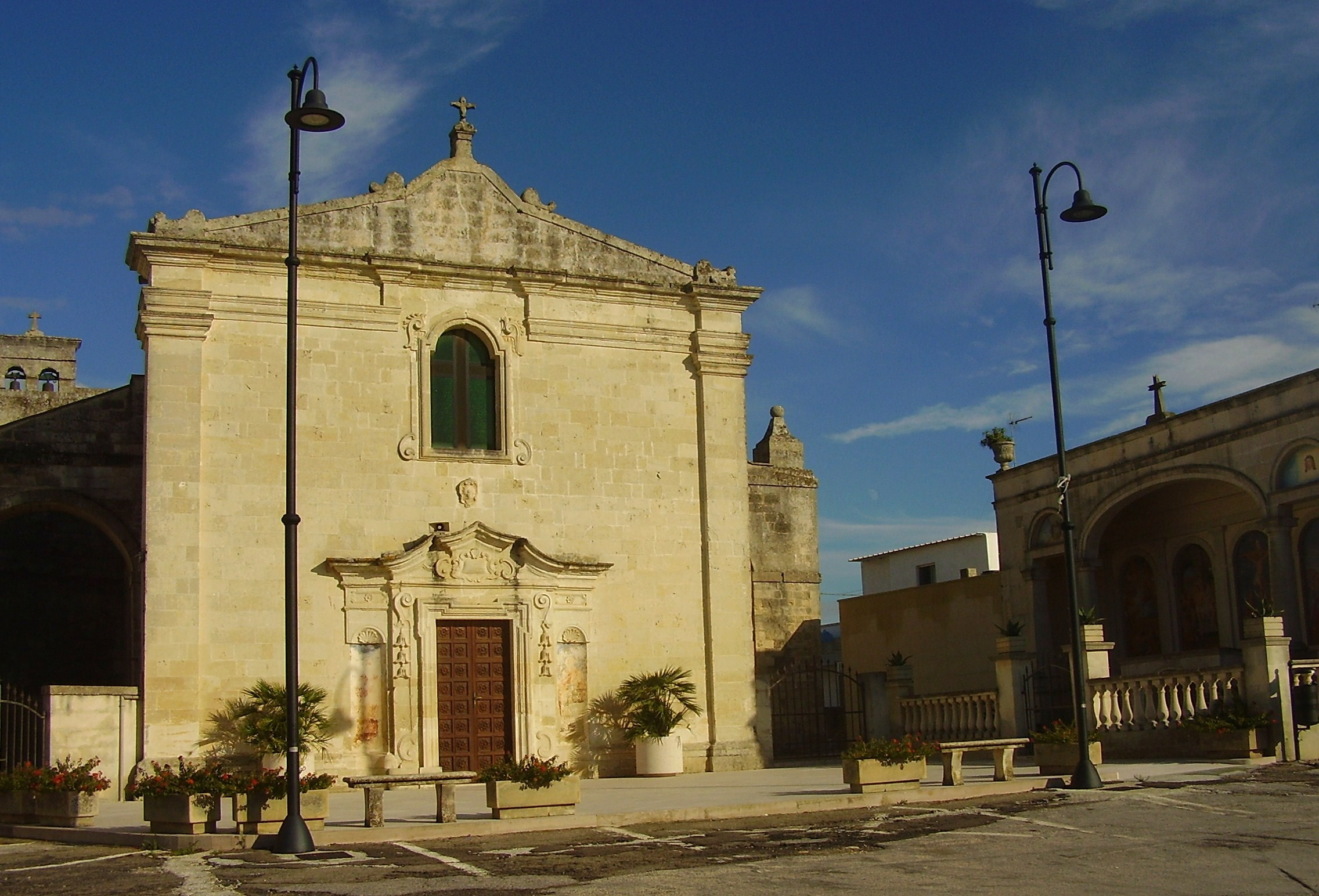